# Jean-Paul Colleyn
Jean-Paul Colleyn, né à Bruxelles le 26 janvier 1949, est un anthropologue, auteur de nombreuses publications sur l'Afrique occidentale et réalisateur de films documentaires.

## Parcours professionnel
J-P Colleyn accomplit ses études d'anthropologie à L'Université libre de Bruxelles ou Luc de Heusch est un de ses professeurs.
À partir de 1972 il effectue de multiples missions ethnographiques chez les Minyanka du Mali avec ses collègues Philippe Jespers et Danielle Jonckers. Avec le même groupe de trois il est affilié, de 1974 à 1987, au Laboratoire associé LA 211 (CNRS-EPHE) où ils fréquentent : Jean Rouch, Michel Cartry et Germaine Dieterlen
Au début des années 1980 il anime l'émission hebdomadaire à caractère ethnographique Planète des Hommes pour la télévision publique belge, la RTBF. Il a aussi conseillé la chaîne de télévision culturelle Arte. 
Il devient directeur d'études à l’EHESS[Quand ?] française, d'abord membre du Centre d'anthropologie des mondes contemporains. Il est doué d'une grande acuité pour les formes plastiques[réf. nécessaire][Par exemple ?][non neutre] qu'il restitue avec un humour grave et diffus. Il est actuellement:
- Directeur du Centre d’études africaines depuis mai 2010
- Membre de la Commission 38 du Comité national du CNRS
- Responsable du GDR 3357 du CNRS « Images et Anthropologie »
- Membre du Conseil de rédaction de L’Homme. Revue française d’anthropologie.

Il a mené plusieurs enquêtes de terrain en Afrique de l’Ouest[réf. souhaitée] et a réalisé une trentaine de films[réf. souhaitée].

## Œuvres

### Films documentaires
- Nkpiti : la rancune et le prophète, film de Jean-Paul Colleyn et Manu Bonmariage, Charleroi : ACME, RTBF, Charleroi (Belgique), 1989, 54 min (VHS)
- La Baraka des marchands mourides 52 min, © 1997
- Indiens Pume avec Catherine DE CLIPPEL, La Sept-Arte (France) / Acmé Films / RTBF (Belgique) INS 17,  1993, 70 min - 16 mm
- Le voyage des âmes  avec Catherine DE CLIPPEL, RTBF (Belgique) / ACME / ORSTOM (France)INS 15, 1992, 30 min - vidéo
- Naître Bijago avec Catherine DE CLIPPEL, RTBF (Belgique) / ACME / ORSTOM (France)INS 15, 1992 - 30 min – vidéo

### Imprimés
- Éléments d’anthropologie sociale et culturelle, Éditions de l'Université de Bruxelles, 1979, rééditions en 1981, 1983, 1986, 1988 et 1999 (révisée)
- Le Regard documentaire
- L'Anthropologie, avec Marc Augé, PUF, coll. « Que sais-je ? »
- Jean-Paul COLLEYN : Les chemins de Nya. Culte de possession au Mali, coll. "Anthropologie visuelle I ", Éditions de l'École des Hautes Études en Sciences sociales, Paris, 1988, 223 p. ill., cartes.
- Images, signes, fétiches. À propos de l'art Bamana (Mali)  Cahiers d'études africaines 2009/3 (no 195)
- Le tourisme et les images exotiques Cahiers d'études africaines 2009/1-2 (no 193-194)
- Jean Rouch à portée des yeux Cahiers d'études africaines 2008/3 (no 191)
- L'alliance, le dieu, l'objet L'Homme 2004/2 (no 170)
- Entre les dieux et les hommes. Quelques considérations atypiques sur la notion de culte de possession. Cahiers d'Études Africaines 144 XXVI  p. 723-738 1996.
- Le chiot court mais ne connaît pas les odeurs. Notes sur la société et le système de pensée des Minyanka du Mali. Africa: Journal of the International African Institute, 1982
- Sur le chemin du village : l'initiation au Koro Minyanka Journal de la Société des Africaniste, Volume 45, 1-2, 1975,  p. 115-125.